# 花風社
花風社（かふうしゃ）は、東京都に本社を置く日本の出版社である。

## 沿革
- 1996年 東京都世田谷区にて設立。翻訳出版物の編集プロダクションとして活動。
- 1998年 神奈川県横浜市に本社を移転。
- 2001年 東京都渋谷区に本社を移転。
- 2003年 現在地に本社を移転。